# 13 juillet 1984
Le vendredi 13 juillet 1984 est le 195e jour de l'année 1984.

## Naissances
- Adrien Hardy, navigateur français
- Aminata Diatta, judokate sénégalaise
- Ayumi Kurihara, catcheuse professionnelle japonaise
- Billy Paynter, footballeur anglais
- Brian Ryckeman, nageur belge
- Carmelo Valencia, joueur de football colombien
- David Amadou M'Bodji, joueur de football sénégalais
- Halimat Ismaila, athlète nigériane spécialiste des épreuves de sprint
- Ida Maria, chanteuse norvégienne
- Jhon Murillo, athlète colombien
- Joelma Sousa, athlète brésilienne
- Mate Eterović, joueur de football croate
- Nadjim Abdou, footballeur comorien
- Olivier Sagne, réalisateur français
- Pierre-François Dufour, violoncelliste et batteur français
- Pierre Pujol, joueur français de volley-ball
- Pio Marmaï, acteur français
- Rustam Assakalov, lutteur ouzbek

## Décès
- Fernand Hederer (né le 4 octobre 1889), militaire et résistant français
- Jean-Marie Rückebusch (né le 20 juillet 1916), peintre français
- Pina Renzi (née le 16 décembre 1901), actrice italienne
- Wolfgang Berg (né le 30 mars 1908), physicien germano-britannique

## Événements
- Inauguration du musée de la Révolution française
- Sortie de l'album The Last in Line du groupe Dio